# Llei de l'arcsinus d'Erdős
En teoria de nombres, la llei de l'arcsinus d'Erdős, que duu el nom de Paul Erdős, afirma que els divisors primers d'un nombre segueixen una distribució relacionada amb la distribució arcsinus.
En particular, diu que el factor primer j-èssim p d'un nombre donat n (en la seqüència ordenada dels diferents factors primers) és "petit" quan log log p < j. Llavors, per qualsevol valor fix del paràmetre u, en el límit quan x tendeix a infinit, la proporció d'enters n menors que x que tenen menys que u log log n factors primers petits convergeix a:
{\displaystyle {\frac {2}{\pi }}\arcsin {\sqrt {u}}.}